# Brigidakapelle (Eynatten)

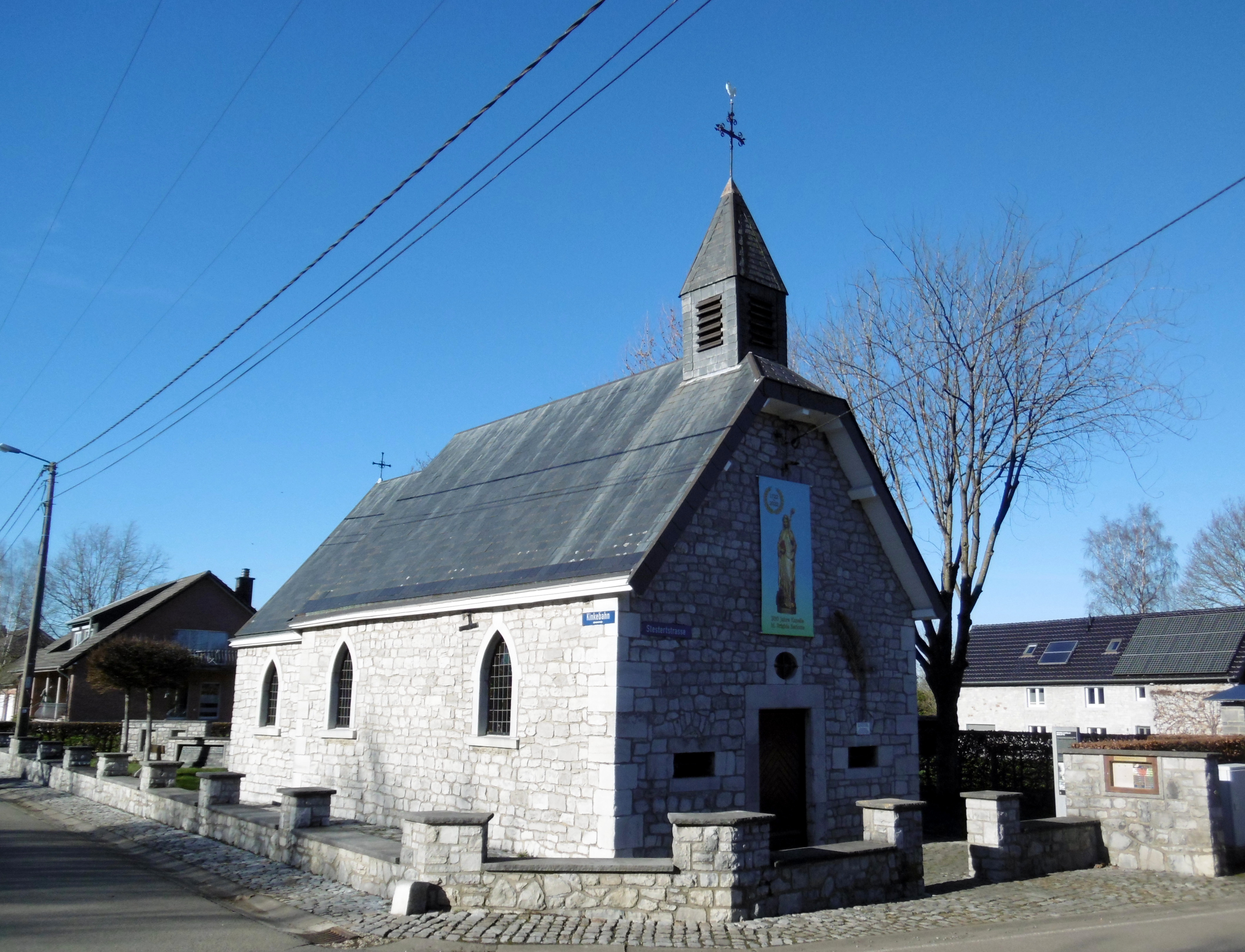
Brigidakapelle Eynatten (2022)

Die römisch-katholische Brigidakapelle in Eynatten-Berlotte in der Deutschsprachigen Gemeinschaft von Ostbelgien ist der hl. Brigida geweiht. Die Kapellengemeinde gehört zur Pfarrei St. Johannes der Täufer in Eynatten.

## Geschichte
Der Weiler Berlotte liegt etwa zwei Kilometer vom Hauptort Eynatten entfernt am Rande einer alten Römerstraße und ist ausschließlich landwirtschaftlich geprägt. Um den Bewohnern die sonntäglichen Wege zur Eynattener Pfarre zu ersparen, stiftete der damalige Bürgermeister Eynattens, Johann Wildt, nach seinem Tod im Jahr 1695 einen zweckgebundenen Betrag in Höhe von 50 Talern zum Bau einer ersten Kapelle in Berlotte. Mit Hilfe weiterer Spenden wurde schließlich im Jahr 1711 der Bau der Kapelle unter Pfarrer Cornelius Matthei zu Ehren der Heiligen Familie verwirklicht.
Nachdem im Jahr 1721 der Erzbischof von Köln und Fürstbischof von Lüttich Joseph Clemens von Bayern der Gemeinde erlaubt hatte, werktags dort ihre heiligen Messen abzuhalten, zeigte sich das Gebäude alsbald als zu klein und wurde ein Jahr später um acht Meter verlängert und die betreffende Jahreszahl in den Türsturz eingraviert. Schließlich erhielt die Gemeinde 1748 die Genehmigung, auch sonntags dort ihre Messen zu lesen.
Zwischen 1833 und 1841 wurden grundlegende Restaurierungen durchgeführt und die Statuen der hl. Brigida und des hl. Georg in der Kapelle aufgestellt. Im Jahr 1907 erhielt der Chorraum einen kleinen Anbau, auf den die Jahreszahl auf einem Stein in der Außenwand hinweist. Am 24. Januar 1908 wertete der Kölner Kardinalerzbischof Anton Fischer das Gotteshaus zu einer öffentlichen Kapelle auf, die durch Pfarrer Wessling benediziert wurde. Am 28. November desselben Jahres erfolgte die Weihe eines neuen Glöckchens.
Zwischen 1933 und 1942 erfolgten erneut größere Renovierungen, bei denen unter anderem der Altar durch den Raerener Bildhauer Leonhard Mennicken überarbeitet und mit einem Tabernakel ausgestattet wurde. Ebenso wurden von ihm in der Kapelle die Statuen der Mutter Gottes und des Heiligsten Herz Jesu aus französischem Sandstein angefertigt und aufgestellt. Im Jahr 1942 erfolgte der Anschluss der Kapelle an das örtliche Stromnetz.
Während des Zweiten Weltkrieges blieb die Kapelle weitestgehend vom Kriegsgeschehen verschont; erst die amerikanischen Alliierten verursachten durch unsachgemäße Benutzung größere Schäden. Schließlich wurden 1968 im Rahmen erneuter Renovierungen der Fußboden erneuert und die Innenwände bis auf eine Höhe von 120 cm gefliest. Im Jahr 1972 erfolgte anlässlich des 150-jährigen Bestehens die Erneuerung des Daches und der Fensterverglasung. Im Jahr 1980 wurde der Chorraum neu geordnet, der Altartisch zum Opfertisch umgestaltet und der Hochaltar nach hinten versetzt. Im Außenbereich wurde 1986 die Kapelle und eine zu ihr gehörende gepflegte Grünanlage kapellenseitig mit einer neuen Blausteinmauer und rückseitig mit einer Hainbuchenhecke eingefasst. Im Jahr 2010 erfolgte eine Modernisierung der elektrischen Anlagen und im Innenraum die Entfernung der 1968 angebrachten Fliesen.
Im Außenbereich der Kapelle waren bereits 1720 Reliefs mit den Sieben Fußfällen zu Ehren der Sieben Schmerzen Mariens aufgestellt worden, die jedoch einige Jahrzehnte später zwischenzeitlich in die Außenmauer des Eynattener Friedhofs eingelassen worden waren und erst 1978 wieder in die Grünanlage der Kapelle zurückversetzt wurden.
Ebenfalls seit 1978 wurde von der Gemeinde die jährliche am ersten Sonntag im August stattfindende Berlotter Kirmes organisiert, mit deren Erlös nach wie vor ein Großteil der notwendigen Instandhaltungen finanziert wird.

## Baubeschreibung
Der Kapellenbau aus Bruchsteinen mit Eckquadern in Zahnschnittfolgen aus Blausteinen gliedert sich in einer zweiachsigen Saalkirche, die chorseitig mit dem schmaleren einachsigen Anbau verlängert worden ist. Je Achse sind kleine Spitzbogenfenster eingelassen, die mit Blausteinrahmungen und vorspringenden Sohlbänken eingefasst und mit Bleiverglasung in Gitterform ausgestattet sind. Der ostseitige Kapelleneingang ist rechteckig gestaltet und ebenfalls von einem breiten Blausteinrahmen umgeben. Beiderseits der Tür befinden sich kleine querrechteckige Luken sowie oberhalb der Tür ein kleines Rundfenster.
Das gesamte Kapellengebäude ist mit einem Satteldach abgedeckt, das auf seiner Eingangsseite leicht abgewalmt ist. Über dem Eingangsbereich sitzt auf dem Dachfirst ein kleines quadratisches Glockentürmchen mit Schalllamellen an seinen Wandseiten und abgedeckt mit einem Spitzdach, auf dem ein schmiedeeisernes Kreuz mit aufgesetztem Wetterhahn angebracht ist. Ein  weiteres kleines Kreuz befindet sich an der westlichen Ecke des Dachfirstes.
An der Eingangsseite ist ein Kreuz aus geflochtenem Maschendraht angebracht, das 28 Jahre Teil des Todeszaunes zwischen Ost und West in Thüringen gewesen war. Am 1. Mai 2003 wurde es von einer Stadtverordnetendelegation und dem Bürgermeister Bernd Beck aus Heilbad Heiligenstadt den Bewohnern von Berlotte für ihre Kapelle überreicht.
Die Reliefs der sieben Fußfälle im Außenbereich sind in drei einzelnen und versetzt aufgestellten Mauerfragmenten in einer Sandsteinumrahmung eingelassen. Ein weiterer Mauersockel beinhaltet eine Gedenktafel mit den Daten zur Kapellenhistorie. Seitlich versetzt wurde zudem noch eine steinerne Rundnische aufgestellt mit einer Heiligenfigur im Nischeninneren.

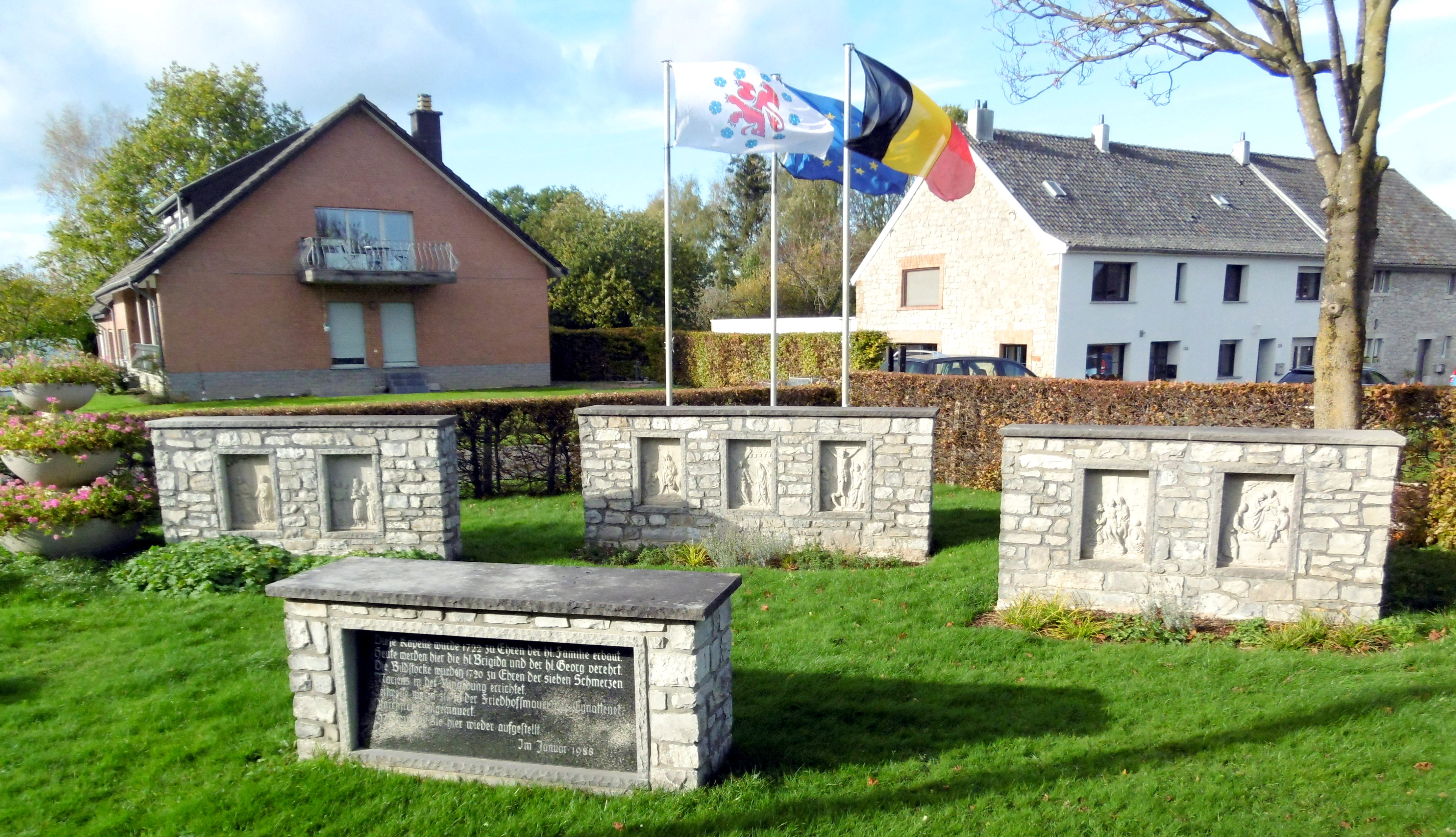
Außenbereich
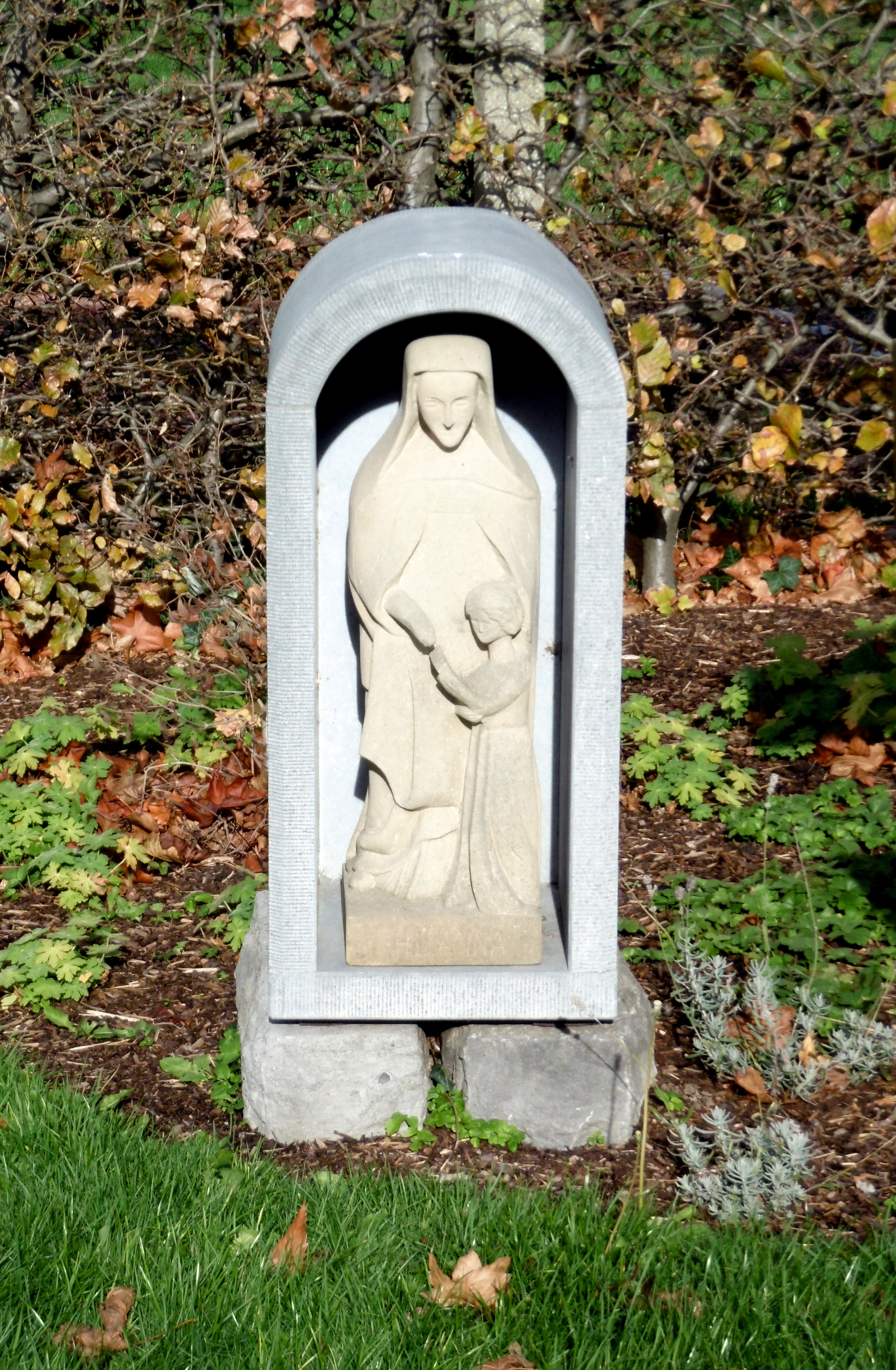
Figurennische
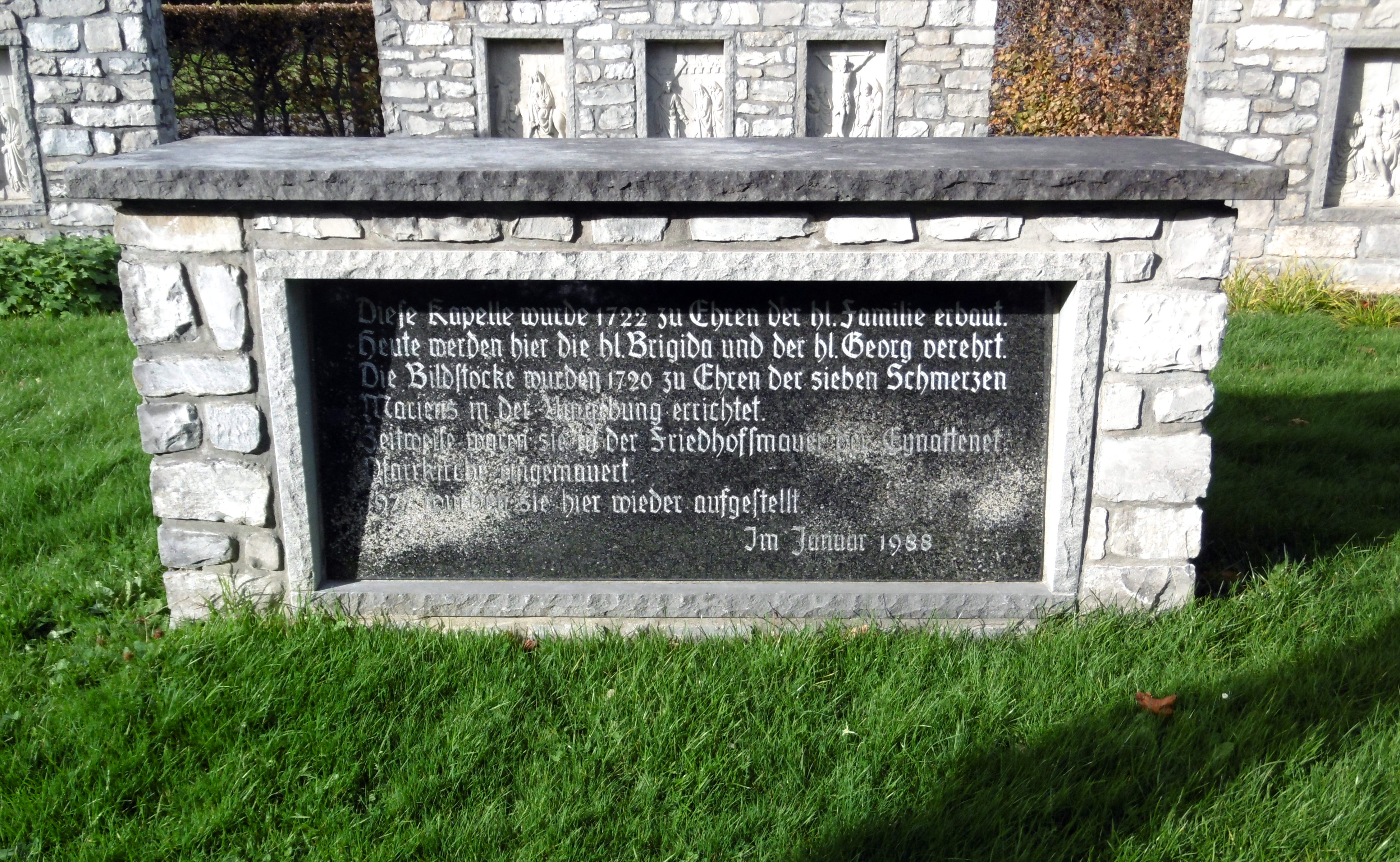
Gedenkstein
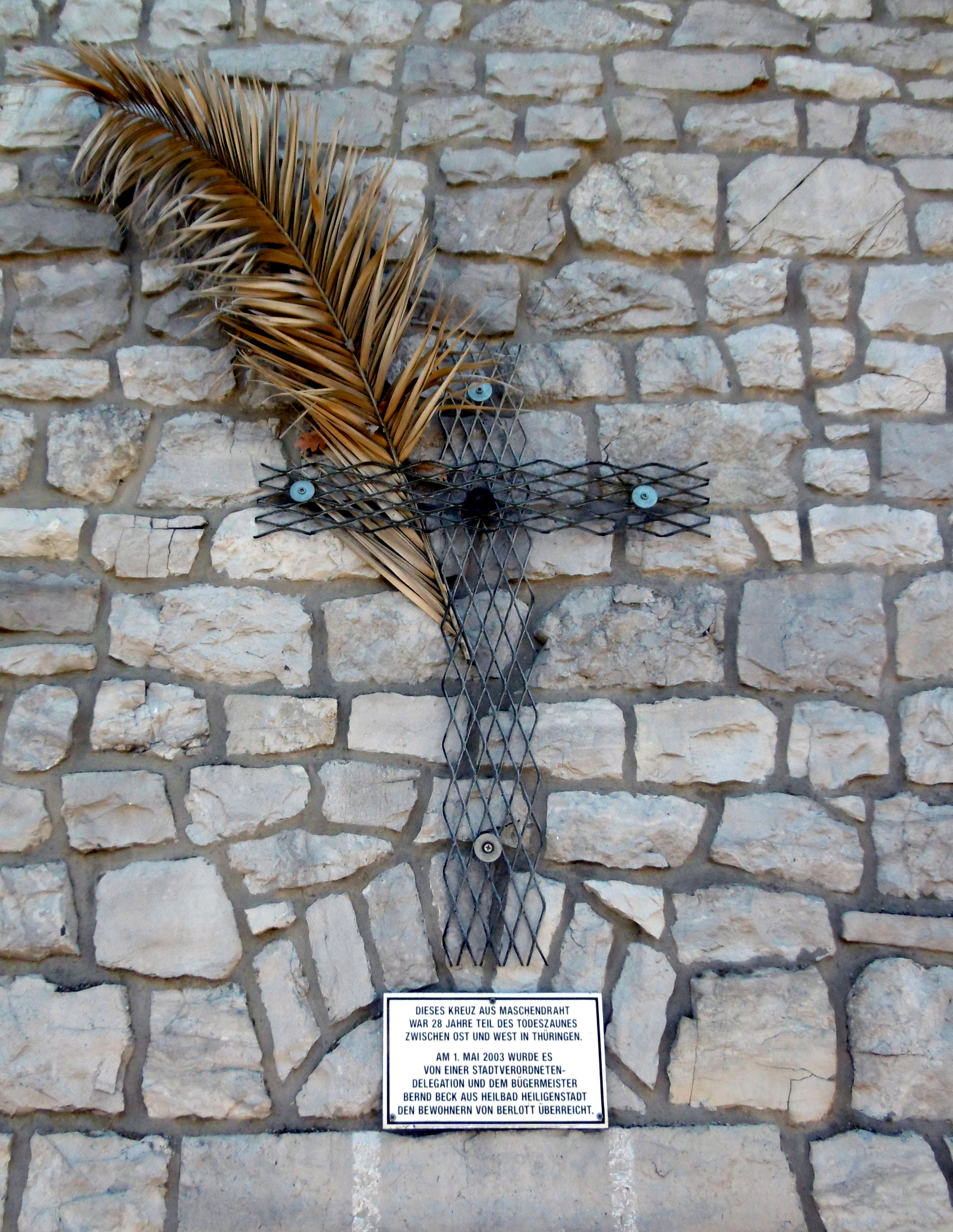
Maschendrahtkreuz